# Euxiphidiopsis singulus
Euxiphidiopsis singulus is een rechtvleugelig insect uit de familie sabelsprinkhanen (Tettigoniidae). De wetenschappelijke naam van deze soort is voor het eerst geldig gepubliceerd in 2011 door Shi, Bian & Chang als Paraxizicus singulus.